# Tripanossomíase africana
Tripanossomíase africana, conhecida popularmente por doença do sono, é uma doença infecciosa transmitida por insetos e causada por parasitas protozoários da espécie Trypanosoma brucei. Existem duas sub-espécies capazes de infetar seres humanos: Trypanosoma brucei gambiense (TbG) e Trypanosoma brucei rhodesiense (TbR). O TbG é a causa de 98% dos casos documentados. Ambos os tipos são transmitidos pela picada de uma mosca tsé-tsé infetada. A doença é mais comum em áreas rurais.
O primeiro estágio  da doença tem início uma a três semanas após a picada. Neste primeiro estágio, os sintomas mais comuns são febre, dores de cabeça, comichão e dor nas articulações. Semanas a meses mais tarde tem início o segundo estágio. Os sintomas mais comuns são confusão, descoordenação do corpo, formigueiro e dificuldade em dormir. O diagnóstico é feito pela observação do parasita ao microscópio numa amostra de sangue ou de linfa. Em muitos casos é necessário proceder a uma punção lombar para determinar em que estágio está a doença.
A prevenção das formas mais graves da doença consiste no rastreio da população em risco com análises ao sangue para a detecção de TbG. O tratamento é mais fácil quanto mais cedo for diagnosticada a doença e antes de ocorrerem sintomas neurológicos. O tratamento do primeiro estágio consiste na administração dos medicamentos pentamidina ou suramina. O tratamento do segundo estágio consiste na administração de eflornitina ou uma associação de nifurtimox e eflornitina para os casos de TbG. Embora o melarsoprol seja eficaz em ambos os estágios, geralmente só é usado para as infeções por TbR devido aos efeitos adversos potencialmente graves. Sem tratamento, a doença geralmente causa a morte.
A doença é comum em algumas regiões da África subsariana, onde existem cerca de 70 milhões de pessoas em risco em 36 países. Estima-se que estejam atualmente infetadas cerca de 11 000 pessoas. Em 2015 ocorreram 2800 novos casos de infeção. No mesmo ano, a doença foi a causa de 3500 mortes, uma diminuição em relação às 34 000 em 1990. Mais de 80% dos casos ocorre na República Democrática do Congo. No último século e meio ocorreram três grandes surtos da doença: um entre 1896 e 1906 no Uganda e na bacia do Congo, e dois em 1920 e 1970 em vários países africanos. A doença está classificada como doença tropical negligenciada. Outros animais, como as vacas, podem ser portadores da doença e contrair a infeção, sendo que nesses casos é denominada tripanossomíase animal.